# Cerodontha zaitzeviana
Cerodontha zaitzeviana este o specie de muște din genul Cerodontha, familia Agromyzidae, descrisă de Zlobin în anul 1993.
Este endemică în Mongolia. Conform Catalogue of Life specia Cerodontha zaitzeviana nu are subspecii cunoscute.